# راکر (فیلم)
راکر (انگلیسی: The Rocker) فیلمی در ژانر موزیکال و کمدی به کارگردانی پیتر کاتانیو است که در سال ۲۰۰۸ منتشر شد.

## بازیگران
- رین ویلسون
- کریستینا اپل‌گیت
- تدی گایگر
- جش گد
- اما استون
- جین لینچ
- ویل آرنت
- فرد ارمیسن
- جیسون سودیکیس
- بردلی کوپر
- جف گارلین
- عزیز انصاری
- دیمیتری مارتین
- جرج پلیمپتن
- جین کراکوسکی
- ویک ساهای
- هاورد هسمن
- جون گلیسر